# Dogra
De Dogra (Dogri: डोगरा / ڈوگرا)  zijn een etnische groep in het noorden van het Indisch Subcontinent. Er zijn ongeveer 4.500.000 Dogra, waarvan de meeste in het gebied rond de Indiase stad Jammu wonen. Ze vormen ook een belangrijke bevolkingsgroep in aangrenzende delen van India, Himachal Pradesh en de regio Gilgit-Baltistan in Pakistan. De meeste Dogra zijn hindoe, minderheden zijn sikh of moslim. Hun taal, het Dogri (ook wel Pahari genoemd), is een Indo-Arische taal, nauw verwant aan het Punjabi.
De Dogra waren van oorsprong waarschijnlijk een stam Rajputs uit het tegenwoordige Rajasthan, die naar het gebied rond Jammu verhuisde. Een dynastie van Dogra-maharaja's regeerde de Britse vazalstaat Jammu en Kasjmir tussen 1820 en 1948.